# Лиманное (Краснодарский край)
Лиманное — упразднённое село в Приморско-Ахтарском районе Краснодарского края России. На момент упразднения входило в состав Бриньковского сельского округа. В 2003 году село исключено из учётных данных.

## География
Располагалось на южном берегу Бейсугского лимана, примерно в 2 км (по прямой) к северо-западу от окраины хутора имени Тамаровского.

## История
Село Лиманное было основано в 1922 году.
В 1926 году хутор Лиманный состоял из 37 хозяйства. В административном отношении входил в состав Бородинского сельсовета Приморско-Ахтарского района Кубанского округа Северо-Кавказского края.
Постановление Законодательного Собрания Краснодарского края № 133-П от 26.03.2003 г. село исключено из учётных данных.

## Население
По переписи 1926 г. на хуторе проживало 207 человек (104 мужчины и 103 женщины), основное население — украинцы.
По данным на 1999 год в селе проживало два человека.
По итогам переписи 2002 года в селе проживал один человек русской национальности.